# Coscinaraea

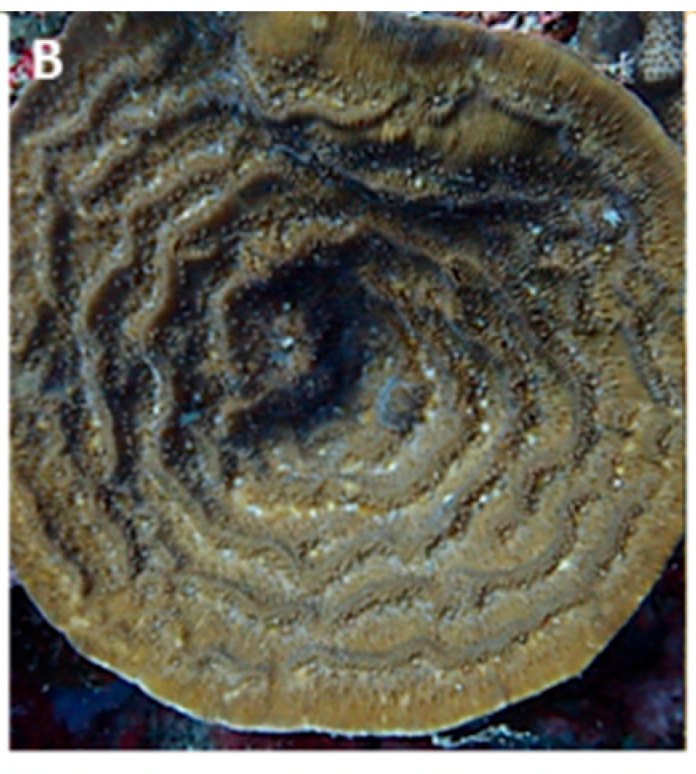
Coscinaraea marshae

Coscinaraea es un género de corales marinos, que pertenecen al orden Scleractinia, de la clase Anthozoa.
Cada cabeza de coral está formada por una colonia de pólipos genéticamente idénticos, que secretan un esqueleto de carbonato de calcio, lo que los convierte en importantes constructores de arrecifes de coral, como los demás corales hermatípicos del orden Scleractinia.

## Taxonomía
Dados los avances científicos, que posibilitan, tanto la exploración y recolección de especies, como los análisis filogenéticos moleculares, o las imágenes proporcionadas por el microscopio electrónico de barrido, asistimos a una permanente reclasificación de los clados taxonómicos. Debido a ello, el género Coscinaraea ha estado enmarcado hasta hace muy poco tiempo en la familia Siderastreidae, siendo reclasificado por el Registro Mundial de Especies Marinas, sobre la base de recientes estudios, que lo asignan a la familia Coscinaraeidae. No obstante, ni el Sistema Integrado de Información Taxonómica, ITIS, ni la Lista Roja de Especies Amenazadas de la UICN, han actualizado su taxonomía, manteniéndolo en la familia Siderastreidae.

## Especies
El Registro Mundial de Especies Marinas acepta las siguientes especies en el género, siendo valorado su estado de conservación por la UICN:
- Coscinaraea columna (Dana, 1846). Estado: Preocupación menor
- Coscinaraea crassa Veron & Pichon, 1980. Estado: Casi amenazada
- Coscinaraea exesa (Dana, 1846). Estado: Preocupación menor
- Coscinaraea hahazimaensis Yabe & Sugiyama, 1936. Estado: Vulnerable B1ab(iii)
- Coscinaraea marshae Wells, 1962. Estado: Preocupación menor
- Coscinaraea mcneilli Wells, 1962. Estado: Preocupación menor
- Coscinaraea monile Forskål, 1775. Estado: Preocupación menor
- Coscinaraea ostraeformis Van der Horst, 1922 (nomen dubium)

## Morfología
Forma colonias masivas, columnares, en forma de loma, incrustantes o laminares. Los coralitos se disponen en valles cortos o están salpicados irregularmente y superficiales. La disposición es cerioide, con los muros fusionados y formando series mono céntricas a policéntricas. Las paredes de los septos son granuladas y tienen columnela desarrollada.

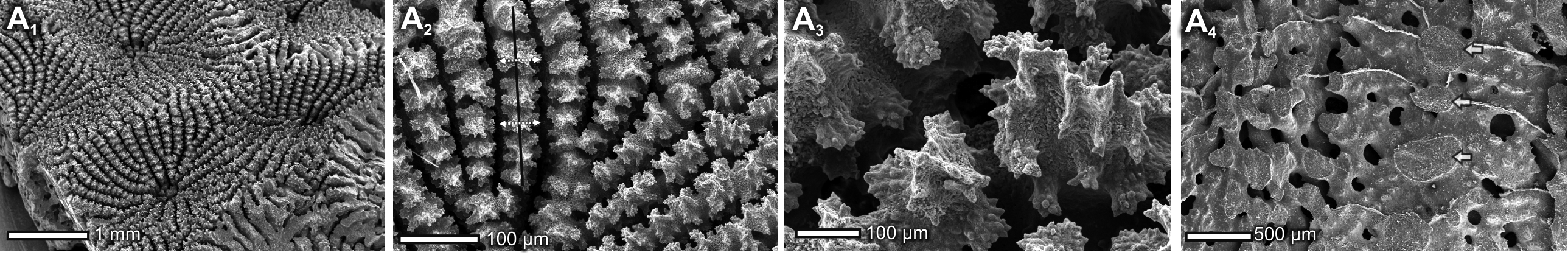
Disposición de los coralitos y estructura de los septos de Coscinaraea columna

Los pólipos están expandidos normalmente por la noche y, a veces, por el día. Cuando están retraídos tienen aspecto rugoso. Sus colores pueden ser verde, amarillento, marrón o gris.

## Hábitat y distribución
Su rango de profundidad es entre 0 y 125 metros, y el rango de temperatura entre 22.21 y 28.81 °C.
Especies asociadas a arrecifes, frecuentan zonas intermareales y rocosas.
Se distribuyen en aguas tropicales del océano Indo-Pacífico, desde la costa oriental africana, el mar Rojo, golfo de Adén, al norte en Japón y al sur hasta Nueva Zelanda, y hasta el pacífico central.